# Anolis cuprinus
Espèce
Synonymes
- Norops cuprinus (Smith, 1964)
- Anolis breedlovei Smith & Paulson, 1968
- Norops breedlovei (Smith & Paulson, 1968)

Statut de conservation UICN

 LC  : Préoccupation mineure
Anolis cuprinus est une espèce de sauriens de la famille des Dactyloidae. 

## Répartition
Cette espèce est endémique du Mexique. Elle se rencontre en Oaxaca et au Chiapas.

## Publication originale
- Smith, 1964 : A new Anolis from Oaxaca, México. Herpetologica, vol. 20, p. 31-33.
- Smith & Paulson, 1968 : A new lizard of the scheidi group of Anolis from Mexico. The Southwestern Naturalist, vol. 13, no 3, p. 365-368.